# Joe Rogan
Joe Rogan (Newark, New Jersey, 11. kolovoza 1967.) američki je komičar, podcaster, UFC komentator i bivši televizijski voditelj. Najpoznatiji je kao domaćin jednog od najpopularnijih podcasta na svijetu, The Joe Rogan Experience, na kojemu komentira aktualne događaje, komediju, politiku, religiju, filozofiju, znanost i hobije s poznatim gostima. 

## Životopis
Rođen je u Newarku u saveznoj državi New Jersey, u kolovozu 1967. godine. Potječe iz obitelji talijansko-irskog podrijetla. Nakon razvoda roditelja u njegovom ranom djetinjstvu, Rogan je s majkom često selio prije nego što su se trajno nastanili u Newtonu, u saveznoj državi Massachusetts.

### Karijera
Rogan je započeo svoju karijeru u stand-up komediji u dobi od 21 godine. Nastupao je u lokalnim klubovima u Bostonu prije nego što se preselio u Los Angeles sredinom 1990-ih. Tamo je započeo televizijsku karijeru. Njegov prvi značajan televizijski angažman bio je u sitcomu Hardball, gdje je igrao lik Franka Valentea. Međutim, serija nije bila uspješna zbog, kako je sam Rogan izjavio, »užasnog izvršnog producenta s velikim egom«. Godine 1995. pridružio se glumačkoj postavi NBC-ove serije NewsRadio, gdje je tumačio lik Joea Garrellija sve do završetka serije 1999. godine.
Dok je glumio u seriji NewsRadio, Rogan je započeo suradnju s UFC-om. Njegov prvi angažman dogodio se 1997. godine te je u početku radio iza kulisa, a zatim je počeo voditi intervjue nakon borbi. Vrhunac njegove karijere u UFC-u bio je dolazak na poziciju komentatora. Iako je prije odlazio i izvan SAD-a na UFC borilačke spektakle, Rogan unatrag nekoliko godina komentira samo velike UFC pay per view (dosl. 'plati po pregledu') borilačke večeri.
Rogan je 2001. godine prihvatio ulogu voditelja američke verzije emisije Fear Factor na NBC-u, čime je dodatno povećao svoju popularnost. Vodio je emisiju sve do 2006. godine. Rogan se nakratko vratio u Fear Factor 2011. godine kako bi vodio sedmu i posljednju sezonu.

### Podcast i kritike
Rogan je pokrenuo svoj podcast The Joe Rogan Experience 2009. godine. Roganova neformalnost, stil i gosti privukli su veliku pozornost. Ugostio je velik broj glumaca, stand up komičara, političara, teoretičara zavjera i drugih poznatih osoba poput Elona Muska, Mikea Tysona, Donalda Trumpa, Miley Cyrus i Quentina Tarantina. Zbog svojih stavova, načina vođenja podcasta te izbora gostiju često je predmet kritika, kako javnosti, tako i mainstream medija. Između ostalog, kritiziran je za promociju teorija zavjera, dezinformacija o pandemiji COVID-19 i pozivanju gostiju koji zagovaraju dezinformacije i pseudoznanost.